# Koboko (plaats)
Koboko is de hoofdplaats van het district Koboko in het noordwesten Oeganda.
Koboko telde in 2002 bij de volkstelling 29.443 inwoners.

## Geboren
- Idi Amin (1923/1928-2003), dictator van Oeganda (1971-1979)